# Атамура (село)
Атамура (каз. Атамұра, до 2008 г. — Победа) — аул в Мактааральском районе Туркестанской области Казахстана. Входит в состав сельского округа Аязхана Калыбекова. Код КАТО — 514483500.

## Население
В 1999 году население аула составляло 1095 человек (553 мужчины и 542 женщины). По данным переписи 2009 года, в ауле проживали 1104 человека (547 мужчин и 557 женщин).